# Burg Festlin
Die Burg Festlin, auch Bürglin genannt, ist eine abgegangene Burg im Gebiet der Sterngasse in der Stadt Ulm in Baden-Württemberg.
Von der nicht genau lokalisierbaren Burg, die im Besitz der Herren von Klingenstein gewesen sein soll, ist nichts mehr erhalten.